# Mokobé
Pour les articles homonymes, voir Traoré.
Mokobé, de son nom complet Mokobé Traoré, né le 24 mai 1976 à Saint-Maurice dans le Val-de-Marne, est un rappeur, chanteur et acteur français. Il est membre-fondateur du groupe 113.

## Biographie

### Jeunesse et 113
Issu d'une famille malienne, Mokobé Traoré est né le 24 mai 1976 et a grandi à Vitry-sur-Seine, dans le Val-de-Marne. Il fonde en 1994 le groupe 113. Il est très impliqué aussi dans l'aspect artistique du groupe (participation aux choix des musiques, thèmes, ambiances…), dans l'image médiatique du groupe (visuels, clips, DVD, interviews, relations publiques). Le groupe signe 6 albums et vend plus de 3 millions de disques albums et singles. Il remporte 2 victoires de la musique, dont le trophée de la soirée « Révélation de l’année » en 2000.

### Ses débuts solo et «Mon Afrique»
Depuis 1999, Mokobé a été l’un des précurseurs à créer le pont entre le hip-hop et la musique africaine. 
Son premier album solo, Mon Afrique, travaillé par les plus grands compositeurs du moment, est publié le 11 juin 2007. Il a été enregistré entre Abidjan, Dakar, Bamako et Paris. Il fait participer des artistes africains tels que Michel Gohou, Youssou N'Dour, Salif Keita, Le Molare, Tiken Jah Fakoly, Amadou et Mariam, Oumou Sangaré, Patson, Fally Ipupa et DJ Lewis, mais aussi des stars du hip-hop français comme Diam's ou Booba. Mokobé vend plus de 70 000 copies. L’album atteint la 18e place des classements musicaux français. Son single « C’est dans la joie » atteint la première place du classement Single et du classement club devant David Guetta. 
En 2008, Mokobé reçoit le trophée Aimé Césaire pour le meilleur album de l’année. Il est également décoré de la médaille de Chevalier de l’Ordre national du Mali le 11 septembre 2009 . Elle lui est remise par le ministre malien de la Culture Mohamed El Moctar,.  

### Africa Forever
En 2011, il publie le single Ou la la, featuring DJ Arafat, classé 29e en France et 9 29eclassement Club qui précède son deuxième album, Africa Forever. Africa Forever est publié le 24 octobre 2011 au label Jive Epic Group,, atteint la 35e place des classements, et est classé dans la catégorie « rap/hip-hop ». Il enchaîne avec la sortie du single «Taxiphone» au featuring de Soprano.
En 2014, il publie le titre #CDouxDeh
Il est l’artiste français qui a le plus collaboré avec des artistes du continent africain. 
Depuis 2002, Mokobé anime le plus grand tournoi international de street basket au monde Quai 54 Jordan. 
Il publie son single Getting Down, en featuring avec P-Square, classé dans le top 10 des meilleures ventes sur iTunes. Le même mois, il dévoile une chanson intitulée Wesh en featuring avec Gradur, qui figurera sur son prochain album. En 2018, Mokobé ouvre sa chaîne de restaurants TacoShake dont il a cédé ses parts en 2020 .

### Ses engagements
En 2005, l’incendie de l’immeuble boulevard Vincent Auriol a profondément marqué l’artiste. Il rend hommage aux victimes, dont 14 enfants, en sortant un titre «Nuit de Flammes» en duo avec la chanteuse Diam’s. 
Mokobé est très engagé dans le combat contre l’injustice sociale. Il est très impliqué dans la cause des sans-papiers.
Il s’investit dans beaucoup de projets au Mali, au Tchad, au Sénégal entre autres et participent à la construction de puits, d’écoles etc.  
Il est parrain de nombreuses associations à qui il apporte de la visibilité et de la rayonnance. Il est d’ailleurs parrain de 250 enfants Bozos qui sont scolarisés grâce à la construction d’écoles. 
Il reçoit la médaille de l’Egalité par la ministre Elisabeth Moreno en 2022, pour l’ensemble de ses actions sociales menées depuis plus de 20 ans   
Vitry sur Seine, sa ville natale, le décore également de la médaille de la ville la même année. Il n’a jamais cessé de venir en aide aux plus démunis notamment par le biais de distributions alimentaires.    

### Sa lutte contre le paludisme
En 2021, Mokobé frôle la mort après avoir contracté le neuropaludisme qui le plonge dans un coma en Côte d’Ivoire. Il est rapatrié de toute urgence à l’hôpital Necker grâce à l’intervention du gouvernement français.
Profondément bouleversé, il mène depuis une lutte active contre le paludisme en créant INAYA Pour Un Monde Sans Paludisme en 2023. L’association a pour mission d’aider la recherche contre le paludisme, de promouvoir la prévention et encourager les Etats à investir davantage.

## Discographie

### Singles
- 2010 : Tristane Feat Darou - Belek mec
- 2011 : Mokobé - 50 CFA
- 2011 : Mokobé feat. DJ Arafat - Oulala
- 2011 : Mokobé feat. Soprano - Taxi Phone
- 2011 : Mokobé feat. Jah Cure - Africa For Ever
- 2014 : Mokobé - #CDouxDeh
- 2015 : Mokobé feat. P-Square - Getting Down
- 2016 : Mokobé - J'ai trop dansé
- 2018 : Mokobé - Wakanda
- 2023 : Mokobé feat. Fally Ipupa - Carré

### Autres collaborations
- 2005 : Travailler c'est trop dur (feat. Alpha Blondy ; sur l'album Akwaba The Very Best-of)
- 2007 : Kirikou Le Vaillant (feat. Ali Boulo Santo ; pour la comédie musicale Kirikou et Karaba)
- 2007 : Viens on va danser (feat. Princess'Lover et Fally Ipupa)
- 2009 : Regretter le temps (extrait de l'album FK pour toi (ATK/Hommage à Fredy K.) avec Manu Key, Kohndo, Daddy lord C, Ill et Zoxea)
- 2011 : Pata Pata (extrait de l'album Diva Latina d'Arielle Dombasle)

## Clips

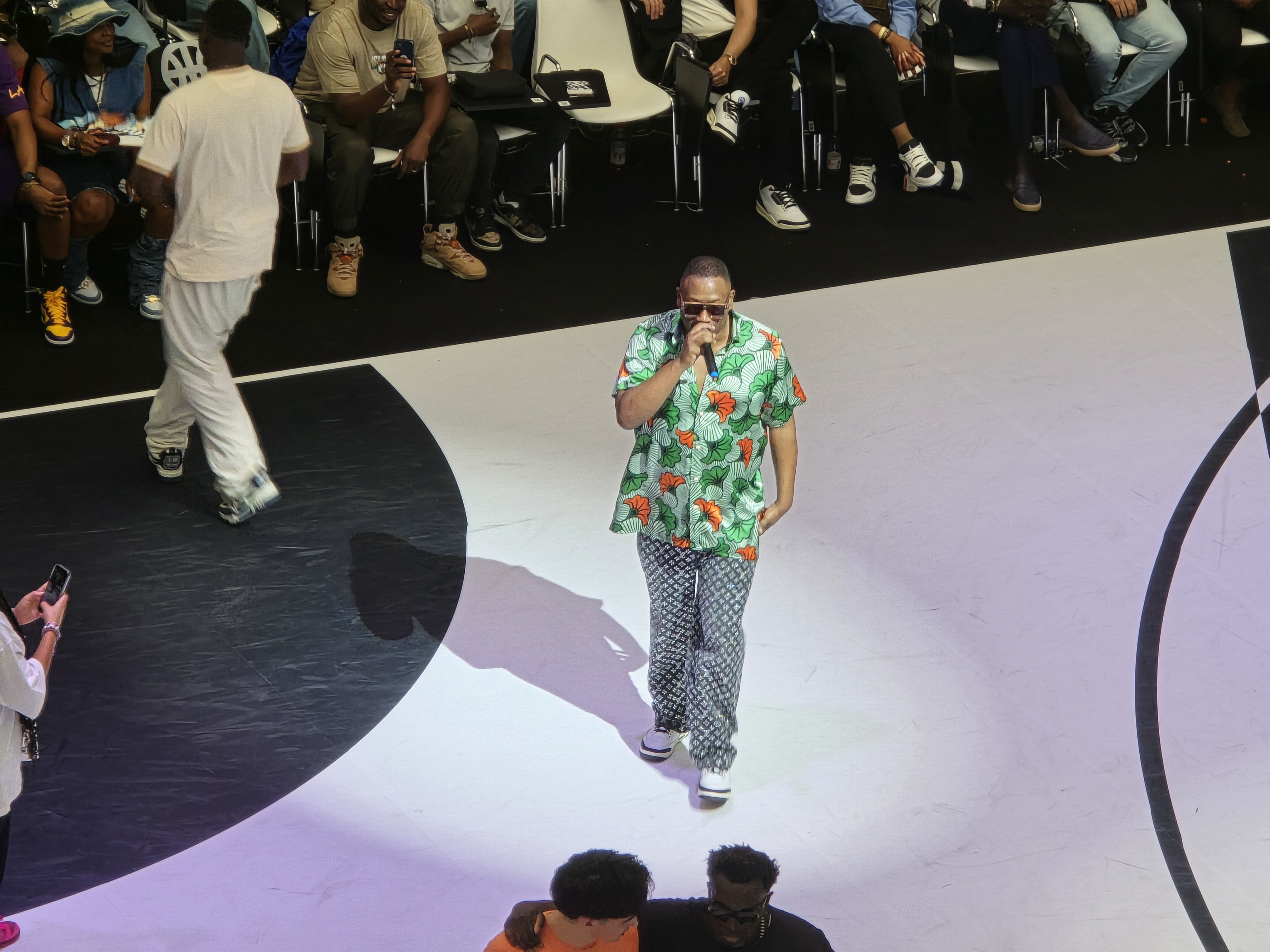
Mokobé lors du Quai 54 2024.

- 2005 : Bouger Bouger feat Magic System
- 2006 : Il fait une apparition dans le clip I am Somebody de DJ Mehdi, l'ancien producteur de 113. (On peut aussi y voir Busy P, Feadz, Vicarious Blissau et les membres du groupe Justice)
- 2006 : On est ensemble feat Le Molare
- 2007 : Bienvenue  apparition dans le clip de K-REEN Feat AMAL
- 2007 : Paroles de Soninké visionné plus de 100 000 fois sur Booska-p (site référence sur le rap français) avant la sortie de Mon Afrique
- 2007 : Abidjan, L'Argent, Les Gens Rudy Rudiction feat Mokobé & Manu Key
- 2007 : C'est dans la joie feat Patson
- 2007 : Mali 4ever feat Salif Keita
- 2007 : Safari feat Viviane Ndour
- 2007 : Bisou feat DJ Lewis
- 2007 : Ancrée à ton port - Fanny J Feat Mokobé
- 2008 : On est venu ramasser feat Alpha 5.20 feat Mokobé et Malik Bledoss
- 2008 : African Tonik avec DJ Arafat, Mohamed Lamine et Mory Kante (réalisé par J.G Biggs)
- 2008 : Malembe feat Fally Ipupa
- 2008 : Jaloux feat Le Molare
- 2008 : Oriengo feat Abobolais
- 2009 : Apparition dans le clip Reviens je t'en prie de Singuila
- 2009 : Cadenas de Fally Ipupa (apparition)
- 2010 : Mali debout
- 2010 : Les Jaloux Vont Maigrir Réalisé par Jeff Attiogbe
- 2011 : Oulala (feat DJ Arafat)
- 2011 : 50 CFA
- 2011 : Taxi Phone (feat Soprano)
- 2011 : Ca passe tout seul (feat Despo Rutti)
- 2011 : Apparition dans le clip Logobitombo de Moussier Tombola
- 2012 : Boombadeing
- 2012 : Rihannon
- 2012 : Boubou Swag (feat Jmi Sissoko)
- 2012 : Apparition dans le clip Happy Birthday de Matt Houston
- 2014 : #CDouxDeh
- 2014 : Apparition dans le clip Fresh Prince de Soprano
- 2015 : Getting Down (feat. P-Square)

## Filmographie
- 2004 : Si tu roules avec la Mafia K'1Fry, documentaire de Philippe Roizès (intervenant et co-scénariste)
- 2005 : Il était une fois dans l'oued, de Djamel Bensalah (coauteur de l'idée originale). Avec son groupe 113, il participe à l’écriture du film.
- 2006 : Sheitan, de Kim Chapiron (acteur)
- 2007 : Le Gohou Show (ça n'ment pas !) 22 épisodes diffusés sur Trace TV (auteur de l'idée originale)
- 2009 : Neuilly sa mère de Djamel Bensalah (acteur)
- 2010 : Ex(c)it (acteur)
- 2010 : Sans pudeur ni moral de Jean-Pascal Zadi (acteur)
- 2011 : Beur sur la ville de Djamel Bensalah (acteur)
- 2014 : Le Crocodile du Botswanga de Fabrice Eboué et Lionel Steketee (acteur)

## Distinctions
- 2000 : Victoires de la Musique avec 113 pour l'album Les Princes de la Ville - catégorie « Révélation de l'année » et « Meilleur album rap groove »
- 2007 : Afrique Magazine (magazine francophone international) sélectionne les 50 personnalités africaines les plus influentes de ces dernières années. Mokobé est l'unique rappeur à être sélectionné.
- 2008 : L'année du hip-hop (avec Mafia K'1 Fry) : « Meilleur groupe »
- 2008 : Les trophées des arts afro-caribéens (en hommage à Aimé Césaire) : « Meilleur album »
- 2008 : Prix du meilleur artiste de la diaspora malienne par Le Ministère des Maliens de l'extérieur et de l'intégration africaine (Mali)
- 2009 : Chevalier de l'Ordre National du Mali (Légion d'Honneur) décoré par Amadou Toumani Touré (Président de la République du Mali)
- 2009 : « Meilleur artiste international » et « Meilleur ambassadeur hip-hop de l'année » à la première Édition des Mali Hip Hop Awards 2009[2]
- 2009 : « Meilleur patriote » - Trophées de l'Espoir 2009 (Mali)
- 2010 : Médaille de la Ville de Vitry
- 2022 : Médaille de l’Egalité par la ministre Elisabeth Moreno